# Ліетуоніс
Ліетуоніс (латис. Lietuvēns ) —  істота з латиської міфології, уособлення кошмару та задухи у вигляді злого духа, що насилає кошмари ночами на людей та домашніх тварин. Здатний проникати у житлові будинки навіть через замкові щілини і, крім насилання кошмарів, може задушити жертву. 